# Freqüència de ressonància

Ones sinusoidals

La freqüència de ressonància és aquella freqüència característica d'un cos o un sistema que abasta el grau màxim d'oscil·lació. Tot cos o sistema té una o diverses freqüències característiques. Quan un sistema és excitat a una de les seves freqüències característiques, la seva vibració és la màxima possible. L'augment de vibració es produeix perquè a aquestes freqüències el sistema entra en ressonància.

## Sistemes elèctrics
En un sistema elèctric, les freqüències de ressonància són aquelles freqüències de les ones acústiques que tenen més facilitat per vibrar. És a dir, donada una entrada, s'obté una sortida màxima. Per exemple, al sintonitzar una emissora de ràdio estem fent funcionar el circuit intern de la ràdio a una freqüència natural que entra en ressonància amb la freqüència d'emissió de l'emissora desitjada i aquesta última s'amplifica, però deixant el sistema estable.

## Sistemes mecànics
Quan un sistema físic se sotmet a un estímul, part de l'energia passa al mateix. Si l'aport d'energia es fa a una freqüència determinada, la taxa d'absorció és la màxima possible. Això pot donar lloc a la inestabilitat en el sistema, o simplement a la ruptura en algun punt d'aquest. L'exemple més conegut pot ser la imatge d'una soprano fent esclatar el vidre en arribar a una nota especialment aguda, que no és altra, que la freqüència de ressonància de la copa. Com anècdota, es pot dir que als soldats se'ls fa trencar la marxa quan passen per un pont, ja que la freqüència dels passos de tots junts pot coincidir amb la freqüència del pont. Simplement és una anècdota, perquè en els ponts actuals no ocorreria gens, ja que es dissenyen perquè la seva freqüència pròpia no coincideixi amb altres freqüències que podrien afectar-lo.
Durant molt de temps, a les escoles d'enginyeria i arquitectura ha estat habitual fer referència a la caiguda del pont de Tacoma el 1940 com un exemple dels efectes de la ressonància provocada per un vent ratxós. Però aquesta explicació és errònia i la destrucció del pont va ser provocada per un fenomen aeroelàstic conegut com a efecte flutter.